# 이스 II: 에인션트 이스 배니시드 - 더 파이널 챕터
《이스 II: 에인션트 이스 배니시드 - 더 파이널 챕터》(Ys II: Ancient Ys Vanished – The Final Chapter, 이스 II: 잃어버린 고대왕국 이스 최종장)는 니혼 팔콤이 제작한 액션 롤플레잉 게임이다. 《이스 I: 에인션트 이스 배니시드》의 바로 뒷이야기를 그린 후속작으로, 1988년 6월 24일 PC-8801 및 PC-9801로 발매됐다. 1994년에 대한민국의 만트라가 MS-DOS로 《이스 II 스페셜》(Ys II Special)이라는 제목의 확장판을 발매했다.
1989년 PC 엔진 CD로 개발된 《이스 I & II》를 시작으로 전작과 묶인 합본으로 발매됐다. 1992년에 이 게임을 바탕으로 한 이스 애니메이션이 제작됐다.

## 줄거리
신관들이 남긴 다섯 권의 책을 손에 넣은 아돌은 다크 팩트를 쓰러뜨리고 나머지 한 권을 얻어, 하늘에 떠있는 이스로 날아오르게 된다. 이스에 도착하지만 정신을 잃은 아돌은 리리아라는 소녀에게 도움을 받게 되고, 정신을 차린 아돌은 폐광으로 향한다.

## 게임플레이
《이스 II》는 액션 롤플레잉 게임을 표방하고 있으며, 주인공 아돌 캐릭터를 움직여 스토리를 진행해 나가는데, 파티 플레이 없이 아돌의 단독 행동을 기본으로 하고 있다. 캐릭터 성장은 레벨 시스템을 사용하고 있으며, 캐릭터는 부가적으로 장비(무기, 방어구)와 아이템을 사용한다. 기본 동작/공격 이외에 마법이라는 특수 행동을 취할 수 있는데, 여기에는 공격 및 보조 그 밖의 게임 진행에 필요한 행동들을 할 수 있는 여건을 마련해 준다.
기본 공격은 적과의 부딪힘(몸통 박치기)을 기본으로 하며, 칼을 소지하고 있다면 칼로 공격을, 마법을 쓸 수 있다면 FIRE로 적 공격이 가능하다.